# Ivor Lancellotti
Ivor Lancellotti (Rio de Janeiro, 30 de março de 1945) é um cantor e compositor brasileiro.

## Biografia e carreira
Seu primeiro sucesso foi "Estrada", canção defendida por Marisa Gata Mansa no Festival Universitário da TV Tupi. Seu primeiro show, no entanto, só viria seis anos depois: Encontro de Amor, no Teatro da Galeria (Rio de Janeiro), ao lado de Marisa.
Em 1986 gravou o álbum Cantador de Rua e, em 1990, Ivor Lancellotti, ainda em formato long play.
Em 2000, mais um álbum, trazendo grandes sucessos de sua autoria, como "Amor alheio" (com Paulo César Pinheiro), "História renovada" (com Sérgio Natureza) e "Nas asas da ilusão".
Em 2015 lançou o álbum "Tudo o que eu quis" (Dubas/Universal), com participações dos filhos Alvinho e Domenico.
Suas canções — como "Sem companhia", "Amor Perfeito", "Vai ser tão fácil", "Às vezes faz bem chorar", "Talismãs", "Abandonos", "De rosas e coisas amigas", "Velha cicatriz (Convite)", "Amor alheio", "Como é que pode?", "Trocando venenos", etc. —  foram gravadas por vários artistas, dentre os quais Roberto Carlos, João Nogueira, Clara Nunes, Beth Carvalho, Elizeth Cardoso, Nana Caymmi, Joanna, Cauby Peixoto, Alcione, Ângela Maria e Nélson Gonçalves, entre vários outros. Seu nome aparece nas trilhas sonoras de telenovelas da Rede Globo e da TV Manchete.

## Discografia
- (2000) Ivor Lancellotti (Dabliú)
- (1990) Ivor Lancellotti
- (1986) Cantador de Rua
- (2015) Tudo o que eu quis (Dubas/Universal)